# Площадь Шарля де Голля (Москва)
Площадь Ша́рля де Го́лля — площадь на севере Москвы, в Алексеевском районе Северо-Восточного административного округа; на проспекте Мира напротив главного входа Выставки достижений народного хозяйства перед гостиницей «Космос». Названа в 1990 году в честь Шарля де Голля (1890—1970), военного и общественного деятеля, президента Франции в 1959—1969 годах.

## Описание
Площадь Шарля де Голля находится на углу проспекта Мира и улицы Космонавтов перед гостиницей «Космос», напротив главного входа Выставки достижений народного хозяйства и 2-го Поперечного проезда. В 2005 году на площади был установлен памятник Шарлю де Голлю.
Адресная привязка зданий к площади отсутствует.